# Nomia camerunensis
Nomia camerunensis är en biart som först beskrevs av Gregory B. Pauly 1990.  Nomia camerunensis ingår i släktet Nomia och familjen vägbin. Inga underarter finns listade i Catalogue of Life.